# Nodachi

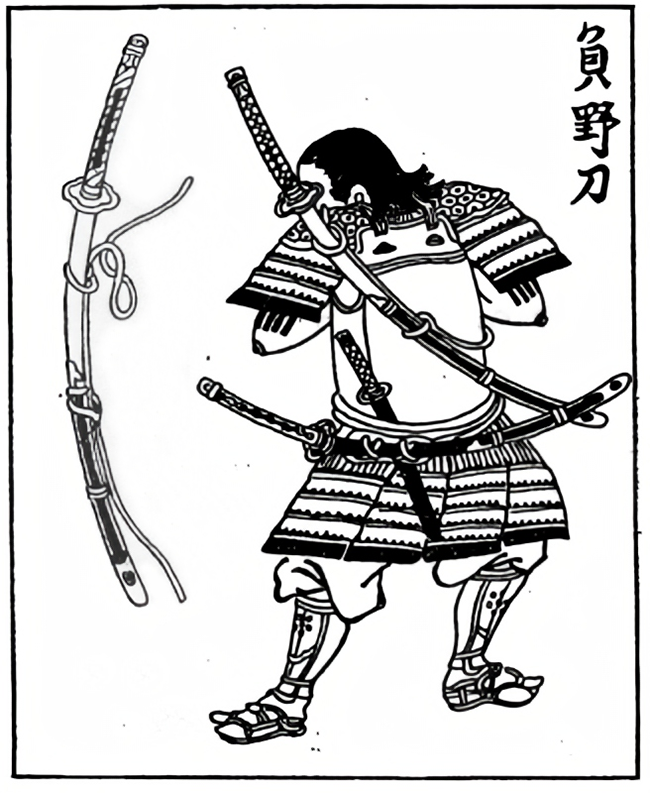
Nodachi

Una Nodachi (野太刀:のだち) és una gran espasa japonesa a dues mans. Nodachi es tradueix aproximadament com "espasa de camp", no obstant això algunes fonts suggereixen que el significat de "nodachi" és bàsicament el mateix que ōdachi que significa "gran espasa". La confusió de termes ha fet que "nodachi" es convertisca pràcticament en un sinònim de la molt més gran "ōdachi". D'aquesta manera, mentre l'ús original del terme es podria referir a qualsevol tipus d'espasa llarga de batalla (daitō), incloent el tachi, s'usa freqüentment de manera incorrecta a qualsevol tipus d'espasa japonesa de gran grandària.

## Història i Ús
Una Nodachi té el mateix aspecte general i disseny que un tachi però són considerablement més llargues. La nodachi la duia la infanteria i estava dissenyada com una arma per a la guerra contra la cavalleria i enfrontaments en camp obert, ja que la seua longitud feia que el seu ús en interiors o a curta distància fóra difícil. Encara que eren una arma efectiva contra la cavalleria no s'usaven habitualment per diverses raons:
- La fulla era més difícil de forjar comparada amb una espasa de grandària normal
- Era necessària una gran força per a esgrimir-la adequadament
- Armes com la naginata o la nagamaki eren més efectives per al mateix ús en el camp de batalla.

Durant temps de pau l'espasa es duia penjada en l'esquena com un símbol d'estatus, al contrari que la majoria de les espases japoneses com la katana, wakizashi, i tachi que s'ajustaven a la cintura o al cinturó; no obstant això no es desembeinava des de l'esquena. La nodachi era més difícil d'esgrimir a causa de la seua anormal grandària i pes, però com qualsevol arma, podia ser extremadament mortal en mans d'un guerrer hàbil. La grandària de la fulla feia de la nodachi una arma terrible en mans d'un mestre. La longitud de l'empunyadura variava entre 30 i 33 centímetres i la longitud de la fulla havia de ser d'almenys 90 cm. La seua capacitat de tall i el seu abast excedien els d'una katana. La llegenda diu que una nodachi podia partir en dos un guerrer i el seu cavall amb un sol colp.
En algunes arts marcials de la Xina, sent Pa Kua Chang potser el millor exemple, s'usen armes de grandària superior al normal amb propòsit d'entrenament per a condicionar a l'executant per a usar una arma de grandària normal de manera més eficient (com és el cas en les arts marcials Japoneses amb el suburitō, una pesada arma de fusta).
El Kage-ryū és una de les poques escoles d'arts marcials japoneses que encara queden, que usa entrenaments amb l'espasa llarga Japonesa (que diuen choken).
Aquesta espasa fou usada també per Sasaki Kojiro, un espadatxí molt hàbil i mortal amb la nodachi. És bastant famós per perdre contra Musashi Miyamoto (que hi ha qui afirma que fou el més gran espadatxí que ha viscut).

## Ficció
La nodachi apareix sovint en videojocs, manga, i anime. És interessant comprovar la proliferació de nodachi en la ficció; no obstant las nodachi foren molt rares històricament.
un exemple notable és: Sephirot de Final Fantasy 7